# Martyn J. Fogg
Pour les articles homonymes, voir Fogg.
Martyn J. Fogg (né le 3 juillet 1960) est un physicien et géologue britannique, expert de la terraformation.

## Biographie
Après être devenu chirurgien dentaire, Fogg obtient une licence en physique et en géologie, puis un master en astrophysique. Il obtient son Ph.D. en science planétaire. Fogg vit à Londres.

## Contributions à l'ingénierie planétaire
Commençant ses travaux en 1985, Fogg publie des articles sur la terraformation. Il publie dans diverses revues : Icarus, Astronomy and Astrophysics, Journal of the British Interplanetary Society, Comments on Astrophysics, et Advances in Space Research.